# 万寨乡
万寨乡，是中华人民共和国湖北省恩施土家族苗族自治州宣恩县下辖的一个乡镇级行政单位。

## 行政区划
万寨乡下辖以下地区：
大河坝村、网台村、芋荷坪村、罗针田村、大明山村、长堰沟村、向家村、芷药坪村、千师营村、石心河村、六堰塘村、梭龙坝村、铁厂沟村、白果坝村、长沙河村、后坪村、小姑珠村、金龙坪村、白虎山村、马鞍山村、板场村、伍家台村、凉风村和中台村。